# جزایر کاسی
جزایر کاسی (انگلیسی: Cassiterides) یک نام جغرافیایی باستانی است که برای اشاره به گروهی از جزایر استفاده می‌شود که مکان دقیق آنها نامشخص است، اما اعتقاد بر این بود که در جایی نزدیک به سواحل غربی اروپا قرار دارند.
نویسندگان مدرن تلاش‌های زیادی برای شناسایی آنها انجام داده‌اند. جزایر کوچک در سواحل شمال غربی شبه جزیره ایبری، سرچشمه‌های همان ساحل، جزایر اسکیلی، کورنوال، و جزایر بریتانیا به عنوان یک کل، همگی به نوبه خود پیشنهاد شده‌اند. اما نه جزایر ایبری و نه جزایر اسکیلی، قلع ندارند.
«دی بیر» در مورد مکان جزایر کاسی ادعا می‌کند: جزایر کاسی ده جزیره در دریا هستند، در شمال سرزمین آرتابری‌ها در گوشه شمال غربی هیسپانیا قرار داشته‌اند.